# Herbert Otto Gille
Herbert Otto Gille (Gandersheim, 8 maart 1897 – 26 december 1966) was een Duits generaal tijdens de Tweede Wereldoorlog. Hij diende bij de Waffen-SS en was met zijn Ridderkruis van het IJzeren Kruis met Eikenloof, Zwaarden en Briljanten de hoogst gedecoreerde SS'er. Aan het einde van de oorlog bekleedde hij de rangen van een SS-Obergruppenführer en generaal van de Waffen-SS. Hij werd gedecoreerd met het Duits Kruis in Goud.
Hij vocht in Polen, Frankrijk en Rusland. Gille stond hoog aangeschreven om zijn leiderschapskwaliteiten en tactische vaardigheden. Hij voerde tijdens de oorlog de hem toevertrouwde Waffen-SS eenheden bij het regiment, divisie en korpsniveau met onderscheiding aan.
Herbert Otto Gille bleef ook na de ineenstorting van het Duitse Rijk een overtuigd nazi. Hij organiseerde de samenwerking van de oud-SS'ers in de HIAG.

## Familie
Gille trouwde op 3 januari 1935 met Sophie Charlotte Mennecke (geboren 31 december 1903 te Stemmen, Nedersaksen). Uit dit huwelijk kwam één dochter (geboren 9 oktober 1935) ter wereld.

## Carrière
Gille bekleedde verschillende rangen in zowel de Allgemeine-SS als Waffen-SS. De volgende tabel laat zien dat de bevorderingen niet synchroon liepen.
| Datum                                            | Deutsche Heer     | Allgemeine-SS          | Waffen-SS                         |
| ------------------------------------------------ | ----------------- | ---------------------- | --------------------------------- |
| 1 september 1914                                 | Fähnrich          | —                      | —                                 |
| 27 januari 1915                                  | Leutnant          | —                      | —                                 |
| 31 maart 1919                                    | Oberleutnant a.D. | —                      | —                                 |
| December 1931                                    | —                 | SS-Anwärter            | —                                 |
| 25 september 1932                                | —                 | SS-Scharführer         | —                                 |
| 27 januari 1933                                  | —                 | SS-Truppführer         | —                                 |
| 20 april 1933                                    | —                 | SS-Sturmführer         | —                                 |
| 20 april 1935                                    | —                 | SS-Obersturmführer     | —                                 |
| 9 november 1935                                  | —                 | SS-Hauptsturmführer    | —                                 |
| 20 april 1937                                    | —                 | SS-Sturmbannführer     | —                                 |
| 19 oktober 1939                                  | —                 | SS-Obersturmbannführer | —                                 |
| 30 januari 1941                                  | —                 | —                      | SS-Standartenführer der Waffen-SS |
| 1 oktober 1941                                   | —                 | —                      | SS-Oberführer der Waffen-SS       |
| 1 december 1942 (met ingang van 9 november 1942) | —                 | SS-Brigadeführer       | Generalmajor in de Waffen-SS      |
| 9 november 1943                                  | —                 | SS-Gruppenführer       | Generalleutnant in de Waffen-SS   |
| 9 november 1944                                  | —                 | SS-Obergruppenführer   | Generaal in de Waffen-SS          |

## Lidmaatschapsnummers
- NSDAP-nr.: 537 337[18] (lid geworden 1 mei 1931[3][7][5])
- SS-nr.: 39 854[18] (lid geworden 10 oktober 1931[3] - december 1931[7])

## Decoraties
Selectie:
- Ridderkruis van het IJzeren Kruis op 8 oktober 1942 als SS-Oberführer der Waffen-SS en Commandant van het SS-Artillerie Regiment 5 / SS-Division "Wiking" / LVII.Panzerkorps / 17.Armee / Heeresgruppe A[20][21][9]
- Ridderkruis van het IJzeren Kruis met Eikenloof (nr.315) op 1 november 1943 als SS-Brigadeführer en Generalmajor der Waffen-SS en Commandant van het SS-Panzergrenadier-Division "Wiking"[20][21][22][9]
- Ridderkruis van het IJzeren Kruis met Eikenloof en Zwaarden (nr.47) op 20 februari 1944 als SS-Gruppenführer en Generalleutnant der Waffen-SS en Commandant van het SS-Panzergrenadier-Division "Wiking"[20][21][23][9]
- Ridderkruis van het IJzeren Kruis met Eikenloof, Zwaarden en Briljanten (nr.12) op 19 april 1944 als SS-Gruppenführer en Generalleutnant der Waffen-SS en Commandant van het 5. SS-Panzer-Division "Wiking"[20][21][24][9]
- Duitse Kruis in goud op 28 februari 1942 als SS-Oberführer der Waffen-SS in het SS-Panzer-Artillerie-Regiment 5[25][26][27][21][9]
- Herhalingsgesp bij IJzeren Kruis 1939, 1e Klasse[19] (21 november 1939[9]) en 2e Klasse (26 oktober 1939[9])[21][27][28]
- Allgemeines Sturmabzeichen in zilver in mei 1941[21][27][9]
- Erekruis voor Frontstrijders in de Wereldoorlog[19][9] in 1934[27]
- Kruis voor Militaire Verdienste (Brunswijk), 1e Klasse met Zwaarden[27][9] en 2e klasse[9]
- Orde van het Vrijheidskruis (Finland), 1e Klasse met Zwaarden[21][27] op 6 maart 1943[9]
- Hij werd tweemaal genoemd in het Wehrmachtsbericht. Dat gebeurde op:
- 6 april 1944[27][9][29]
- 2 september 1944[27][9][30]

## Afkorting
- mit der Wahrnehmung der Geschäfte beauftragt (m.d.W.d.G.b.) - vrije vertaling: met de waarneming van de functie belast
- mit der Führung beauftragt (m. d. F. b.) - vrije vertaling: met het leiderschap belast

- Gemeinsame Normdatei: 124317537
- Virtual International Authority File: 943163
- WorldCat: E39PBJkCYHjvJXGMFKtjW96Yfq